# Gemüseeule

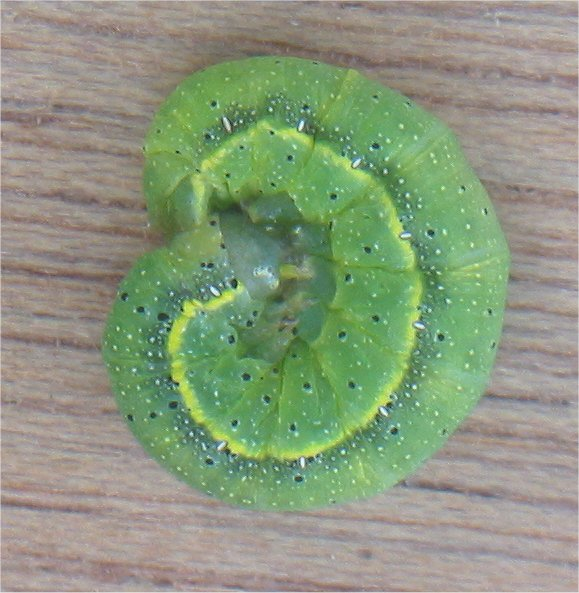
Raupe

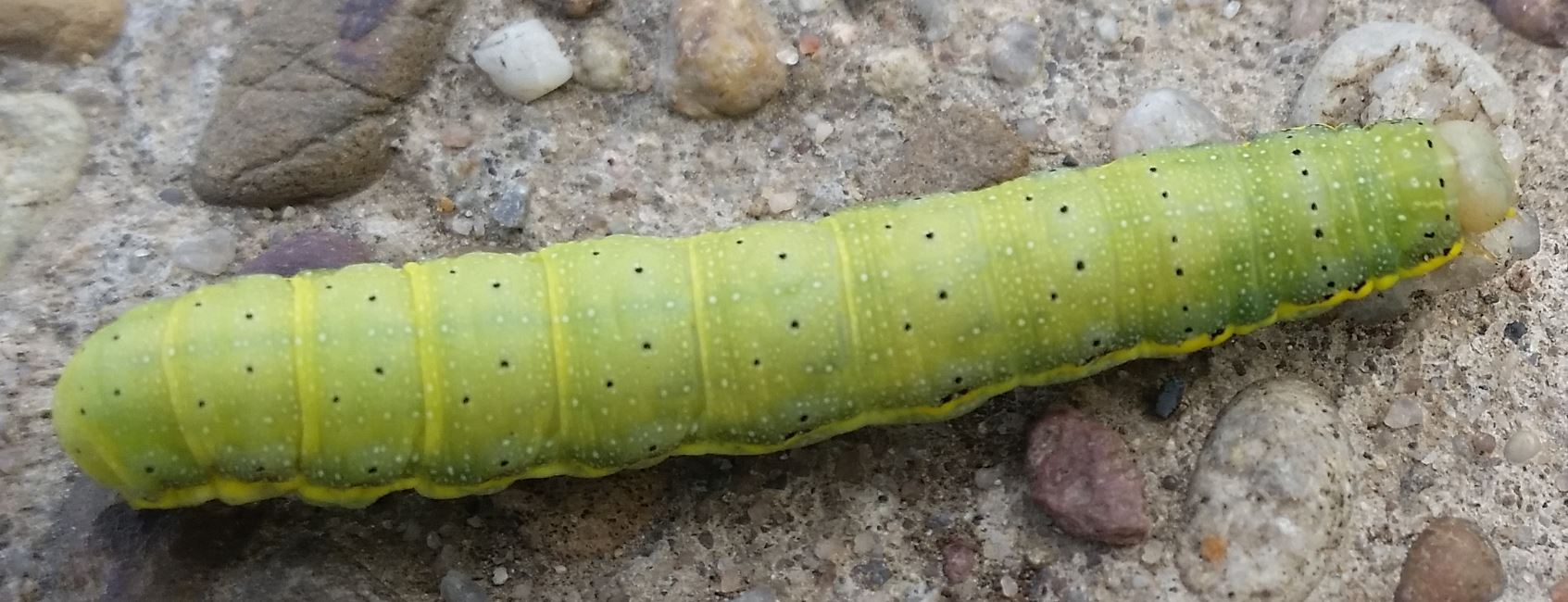
Raupe

Die Gemüseeule (Lacanobia (Diataraxia) oleracea) ist ein Schmetterling (Nachtfalter) aus der Familie der Eulenfalter (Noctuidae).

## Merkmale
Die Falter der Gemüseeule erreichen eine Flügelspannweite von 35 bis 40 Millimetern. Die Vorderflügel besitzen eine braunrote, die Hinterflügel eine hellrötliche Grundfärbung. Falter mit gelbroten Vorderflügeln werden als f. rufa Tutt. bezeichnet, Falter mit schwarzbraunen Vorderflügeln als f. obscura Spuler. Die Querlinien sind undeutlich ausgeprägt und können auch ganz fehlen. Auf den Vorderflügeln befinden sich eine graue Ringmakel und eine rötlichgelbe Nierenmakel. Die weiße W-Zeichnung reicht bis zum Flügelsaum.
Das Ei ist halbkugelig mit abgeflachter Basis. Es ist zunächst hellgrün gefärbt; es wird später dunkelgrün bis aschgrau. Die Oberfläche weist unregelmäßige Längsrippen auf.
Die Raupen erreichen eine Länge von bis zu 45 Millimetern. Ihre Körperfarbe ist sehr variabel, sie reicht von grün über braun, grau und rosa. Zusätzlich zu einer feinen weißen Fleckung ist eine breite, blassgelbe bis weiße Substigmatallinie vorhanden. Der Kopf ist gelblich- oder grünlichbraun und mit einer blassen Musterung versehen.
Die Puppe ist dunkelrotbraun. Sie besitzt einen spitzen Kremaster, der zwei spitze Borsten trägt.

### Ähnliche Arten
Verwechslungsgefahr besteht mit der Veränderlichen Kräutereule (Lacanobia suasa) und der Erbseneule (Ceramica pisi).

## Geographische Verbreitung und Lebensraum
Die Gemüseeule ist in Europa weit verbreitet. Das besiedelte Areal reicht von Nordafrika über die Iberische Halbinsel durch ganz Europa bis nach Japan. Die Grenzen der Verbreitung verlaufen im Norden durch das mittlere Fennoskandien und im Süden von den maghrebinischen Ländern bis nach Vorder- und Mittelasien.
Die Gemüseeule ist ein Kulturfolger und besiedelt hauptsächlich Kulturland wie Gärten, Parklandschaften und Brachen wo geeignete Futterpflanzen wachsen. Daneben ist sie auch in Bruchwäldern, Talböden und Flussauen anzutreffen.

## Lebensweise
Die Gemüseeule bildet eine Generation im Jahr. Gelegentlich wird eine zweite Generation beobachtet, die aber unvollständig ist. Die Falter können von Mitte Mai bis Ende Juli (erste Generation) und von Anfang August bis Mitte September (zweite Generation) angetroffen werden. Die Falter kommen gern ans Licht und können auch an verschiedenen Blüten beobachtet werden (Kanadische Goldrute (Solidago canadensis), Gewöhnlicher Wasserdost (Eupatorium cannabinum), Zaunwinden (Calystegia spec.), Schmetterlingsflieder (Buddleja davidii)). Sie werden auch häufig am Köder angetroffen. Die Weibchen legen die grün gefärbten Eier auf geeigneten Futterpflanzen ab. Nach etwa einer Woche schlüpfen die Raupen. Die Raupenzeit dauert von September bis Mitte Oktober (erste Generation) und von Anfang August bis Mitte September (zweite Generation). Die Generationen überlappen sich dabei sehr stark. Sie sind nachtaktiv und verbergen sich am Tag an der Basis ihrer Futterpflanzen. Gelegentlich findet man sie aber auch tagsüber lang ausgestreckt auf Blättern, wo sie sich sonnen.
Die Raupen der Gemüseeule leben polyphag unter anderem an folgenden krautigen Pflanzen und Sträuchern:
- Kohl (Brassica spec.)[5]
- Tomate (Solanum lycopersicum)[5]
- Salat (Lactuca spec.)[5]
- Erbse (Pisum sativum)[5]
- Schlehe (Prunus spinosa)[5]
- Besenheide (Calluna vulgaris)[5]
- Gänsefüße (Chenopodium spec.)[3]
- Melden (Atriplex spec.)[3]
- Brennnesseln (Urtica spec.)[3]
- Ampfer (Rumex spec.)[3]
- Echte Waldrebe (Clematis vitalba)[5]
- Gartenhortensie (Hydrangea macrophylla)[5]
- Johannisbeeren (Ribes spec.)[5]
- Lupinen (Lupinus spec.)[5]
- Alpenveilchen (Cyclamen spec.)[5]
- Paprika (Capsicum annuum)[5]
- Kleines Leinkraut (Chaenorhinum minus)[5]
- Beifuß (Artemisia spec.)[5]

Die Raupen häuten sich fünf- bis sechsmal. Die Verpuppung erfolgt nach etwa 30 bis 40 Tagen in einem unterirdischen Kokon. Die Art überwintert als Puppe.

## Schädling
Die Gemüseeule kann im gewerbsmäßigen Gemüsebau sowie im Gartenbau Schäden anrichten. Die Bedeutung als Feldschädling ist jedoch durch den Einsatz von Insektiziden stark zurückgegangen.

## Systematik
Die Gattung Lacanobia wird von Hacker et al. (2002) in drei Untergattungen aufgeteilt. Lacanobia oleracea wird zur Untergattung Diataraxia Hübner, 1821 gestellt.